# آنانتا کوچو
آنانتا کوچو (به اسپانیایی: Ananta Cucho) یک کوه در پرو است که در Peru, Puno Region واقع شده‌است. آنانتا کوچو ۵٬۱۰۰ متر بالاتر از سطح دریا واقع شده‌است.